# O Pai de Quagmire
"O Pai de Quagmire" é o décimo oitavo episódio da oitava temporada da série de comédia animada Family Guy. O episódio foi ao ar originalmente na Fox nos Estados Unidos em 9 de maio de 2010. O episódio mostra Quagmire depois que seu pai, Dan Quagmire, retorna a Quahog e afirma que ele é "uma mulher presa no corpo de um homem". Dan decidiu fazer uma cirurgia de redesignação sexual para se tornar fisicamente mulher. Enquanto isso, Brian viaja para um seminário e ao voltar faz sexo com "Ida", que ele não percebe ser o pai pós-operatório de Quagmire.
O episódio foi escrito por Tom Devanney e dirigido por Pete Michels. Ele recebeu críticas geralmente mistas, além de receber algumas críticas por seu retrato da identidade de transgêneros, incluindo a Aliança Gay e Lésbica Contra a Difamação (GLAAD) e o Conselho de Televisão dos Pais. De acordo com o Nielsen Ratings o episódio foi visto por 7,22 milhões de casas em sua exibição original. O episódio contou com a participação de Wally Wingert, juntamente com vários dubladores convidados recorrentes da série. "O Pai de Quagmire" foi lançado em DVD, juntamente com outros dez episódios da temporada em 13 de dezembro de 2011.